# Ctimene interruptata
Ctimene interruptata là một loài bướm đêm trong họ Geometridae.